# Adelaide International 2024
Adelaide International 2024 byl společný tenisový turnaj na profesionálních okruzích mužů ATP Tour a žen WTA Tour, hraný v areálu Memorial Drive Tennis Centre na dvorcích s tvrdým povrchem GreenSet. Čtvrtý ročník mužské a pátý ženské části Adelaide International probíhal mezi 8. a 13. lednem 2024 v Adelaide, metropoli australského svazového státu Jižní Austrálie.
Mužská polovina dotovaná 739 945 dolary patřila do kategorie ATP Tour 250. Ženská část s rozpočtem 922 573 dolarů se řadila do kategorie WTA 500. Nejvýše nasazenými singlisty se stali dvanáctý hráč světa Tommy Paul ze Spojených států a kazachstánská světová trojka Jelena Rybakinová, obhajující finálovou účast. Jako poslední přímí účastníci do dvouher nastoupili ukrajinská 27. žena žebříčku Anhelina Kalininová, a britský 61. tenista pořadí Jack Draper. V Adelaide debutovala světová pětka Jessica Pegulaová a první hlavní soutěž na túře WTA odehrála 18letá Australanka Taylah Prestonová.
V důsledku invaze Ruska na Ukrajinu na konci února 2022 řídící organizace tenisu ATP, WTA a ITF s grandslamy rozhodly, že ruští a běloruští tenisté mohli dále na okruzích startovat, ale do odvolání nikoli pod vlajkami Ruska a Běloruska.
První singlový titul na okruhu ATP Tour vybojoval 22letý Čech Jiří Lehečka, který se premiérově posunul na 23. místo světového žebříčku. Sedmou trofej z dvouhry okruhu WTA Tour si odvezla 26letá Lotyška Jeļena Ostapenková, jež se poprvé od září 2018 vrátila do elitní desítky žebříčku. Mužskou čtyřhru ovládl americko-britský pár Rajeev Ram a Joe Salisbury, jehož členové získali čtrnáctý společný titul. Šampionkami ženského debla se staly Brazilka Beatriz Haddad Maiová s Američankou Taylor Townsendovou, která v Adelaide triumfovala potřetí za sebou. Navázala tak na vítězství z obou soutěží v roce 2023.

## Rozdělení bodů a finančních odměn

### Rozdělení bodů
| Soutěž       | Soutěž       | vítězové | finalisté | semifinalisté | čtvrtfinalisté | 16 v kole | 32 v kole | Q  | Q2 | Q1 |
| ------------ | ------------ | -------- | --------- | ------------- | -------------- | --------- | --------- | -- | -- | -- |
| dvouhra mužů | [ 3 ] [ 11 ] | 250      | 165       | 100           | 50             | 25        | 0         | 13 | 7  | 0  |
| čtyřhra mužů | [ 12 ]       | 250      | 150       | 90            | 45             | 20        | 0         | —  | —  | —  |
| dvouhra žen  | [ 4 ] [ 13 ] | 500      | 325       | 195           | 108            | 60        | 1         | 25 | 13 | 1  |
| čtyřhra žen  | [ 14 ]       | 500      | 325       | 195           | 108            | 1         | —         | —  | —  | —  |

### Finanční odměny
| Soutěž                                | Soutěž       | vítězové  | finalisté | semifinalisté | čtvrtfinalisté | 16 v kole | 32 v kole | Q2      | Q1      |
| ------------------------------------- | ------------ | --------- | --------- | ------------- | -------------- | --------- | --------- | ------- | ------- |
| dvouhra mužů                          | [ 3 ] [ 11 ] | 100 000 $ | 57 845 $  | 34 000 $      | 20 000 $       | 11 600 $  | 7 200 $   | 3 650 $ | 2 050 $ |
| dvouhra žen                           | [ 4 ] [ 13 ] | 142 000 $ | 87 655 $  | 51 205 $      | 24 200 $       | 13 170 $  | 8 860 $   | 6 603 $ | 3 380 $ |
| čtyřhra mužů                          | [ 12 ]       | 34 600 $  | 18 000 $  | 9 500 $       | 5 310 $        | 2 900 $   | 1 620 $   | —       | —       |
| čtyřhra žen                           | [ 14 ]       | 47 390 $  | 28 720 $  | 16 430 $      | 8 510 $        | 5 140 $   | —         | —       | —       |
| částka ve čtyřhrách je uvedena na pár |              |           |           |               |                |           |           |         |         |

## Dvouhra mužů

### Nasazení
| Stát                         | Hráč                    | ATP | Nasazení |
| ---------------------------- | ----------------------- | --- | -------- |
| USA                          | Tommy Paul              | 13. | 1.       |
| Chile                        | Nicolás Jarry           | 19. | 2.       |
| USA                          | Sebastian Korda         | 24. | 3.       |
| Itálie                       | Lorenzo Musetti         | 27. | 4.       |
| Argentina                    | Sebastián Báez          | 28. | 5.       |
| Argentina                    | Tomás Martín Etcheverry | 30. | 6.       |
| Česko                        | Jiří Lehečka            | 31. | 7.       |
| Kazachstán                   | Alexandr Bublik         | 32. | 8.       |
| Žebříček ATP k 1. lednu 2024 |                         |     |          |

### Jiné formy účasti
Následující hráči obdrželi divokou kartu do hlavní soutěže:
- Rinky Hijikata
- Thanasi Kokkinakis
- Christopher O'Connell

Následující hráči postoupili z kvalifikace:
- Alex Bolt
- Facundo Díaz Acosta
- Arthur Rinderknech
- Adam Walton

Následující hráči postoupili z kvalifikace jako šťastní poražení:
- James McCabe
- Thiago Seyboth Wild
- Bernabé Zapata Miralles

#### Odhlášení
před zahájením turnaje
- Márton Fucsovics → nahradil jej  Bernabé Zapata Miralles
- Tallon Griekspoor → nahradil jej  Dušan Lajović
- Ugo Humbert → nahradil jej  Jordan Thompson
- Jošihito Nišioka → nahradil jej  Thiago Seyboth Wild
- Reilly Opelka → nahradil jej  Yannick Hanfmann
- Alexei Popyrin → nahradil jej  James McCabe
- Roman Safiullin → nahradil jej  Miomir Kecmanović

## Mužská čtyřhra

### Nasazení
| Stát                                                                                  | Hráč              | Stát               | Hráč                   | ATP | Nasazení |
| ------------------------------------------------------------------------------------- | ----------------- | ------------------ | ---------------------- | --- | -------- |
| Chorvatsko                                                                            | Ivan Dodig        | USA                | Austin Krajicek        | 3.  | 1.       |
| Indie                                                                                 | Rohan Bopanna     | Austrálie          | Matthew Ebden          | 7.  | 2.       |
| USA                                                                                   | Rajeev Ram        | Spojené království | Joe Salisbury          | 13. | 3.       |
| Mexiko                                                                                | Santiago González | Spojené království | Neal Skupski           | 20. | 4.       |
| Monako                                                                                | Hugo Nys          | Polsko             | Jan Zieliński          | 35. | 5.       |
| Německo                                                                               | Kevin Krawietz    | Německo            | Tim Pütz               | 45. | 6.       |
| Spojené království                                                                    | Lloyd Glasspool   | Nizozemsko         | Jean-Julien Rojer      | 49. | 7.       |
| Francie                                                                               | Nicolas Mahut     | Francie            | Édouard Roger-Vasselin | 49. | 8.       |
| Žebříček ATP k 1. lednu 2024; číslo je součtem žebříčkového postavení obou členů páru |                   |                    |                        |     |          |

### Jiné formy účasti
Následující páry obdržely divokou kartu do hlavní soutěže:
- Alex Bolt /  Luke Saville
- Blake Ellis /  Calum Puttergill

### Odhlášení
- Harri Heliövaara /  John Peers → nahradili je  Andrew Harris /  Harri Heliövaara

## Ženská dvouhra

### Nasazení
| Stát                         | Hráčka                 | WTA | Nasazení |
| ---------------------------- | ---------------------- | --- | -------- |
| Kazachstán                   | Jelena Rybakinová      | 4.  | 1.       |
| USA                          | Jessica Pegulaová      | 5.  | 2.       |
| Česko                        | Markéta Vondroušová    | 7.  | 3.       |
| Česko                        | Barbora Krejčíková     | 10. | 4.       |
| Brazílie                     | Beatriz Haddad Maiová  | 11. | 5.       |
| Lotyšsko                     | Jeļena Ostapenková     | 12. | 6.       |
|                              | Ljudmila Samsonovová   | 15. | 7.       |
|                              | Veronika Kuděrmetovová | 16. | 8.       |
| Žebříček WTA k 1. lednu 2024 |                        |     |          |

### Jiné formy účasti
Následující hráčky obdržely divokou kartu do hlavní soutěže
- Paula Badosová
- Karolína Plíšková
- Taylah Prestonová
- Ajla Tomljanovićová

Následující hráčka měla nastoupit pod žebříčkovou ochranou:
- Angelique Kerberová

Následující hráčka obdržela zvláštní výjimku:
- Laura Siegemundová

Následující hráčky postoupily z kvalifikace:
- Katie Boulterová
- Anna Kalinská
- Claire Liuová
- Anastasija Pavljučenkovová
- Aljaksandra Sasnovičová
- Kateřina Siniaková

Následující hráči postoupily z kvalifikace jako šťastné poražené:
- Ana Bogdanová
- Cristina Bucșová
- Ashlyn Kruegerová
- Bernarda Peraová
- Taylor Townsendová

#### Odhlášení
před zahájením turnaje
- Madison Keysová → nahradila ji  Lesja Curenková
- Karolína Muchová → nahradila ji  Jasmine Paoliniová
- Anastasija Potapovová → nahradila ji  Ashlyn Kruegerová
- Elina Svitolinová → nahradila ji  Marta Kosťuková
- Ajla Tomljanovićová → nahradila ji  Cristina Bucșová
- Lesja Curenková → nahradila ji  Ana Bogdanová
- Markéta Vondroušová → nahradila ji  Taylor Townsendová
- Čeng Čchin-wen → nahradila ji  Bernarda Peraová

## Ženská čtyřhra

### Nasazení
| Stát                                                                                  | Hráčka                      | Stát        | Hráčka             | WTA | Nasazení |
| ------------------------------------------------------------------------------------- | --------------------------- | ----------- | ------------------ | --- | -------- |
| Česko                                                                                 | Barbora Krejčíková          | Německo     | Laura Siegemundová | 18. | 1.       |
| Kanada                                                                                | Gabriela Dabrowská          | Nový Zéland | Erin Routliffeová  | 18. | 2.       |
| Brazílie                                                                              | Beatriz Haddad Maiová       | USA         | Taylor Townsendová | 31. | 3.       |
| USA                                                                                   | Nicole Melichar-Martinezová | Austrálie   | Ellen Perezová     | 32. | 4.       |
| Žebříček WTA k 1. lednu 2024; číslo je součtem žebříčkového postavení obou členů páru |                             |             |                    |     |          |

### Jiné formy účasti
Následující pár obdržel divokou kartu do hlavní soutěže:
- Elena Micicová /  Tina Nadine Smithová

Následující pár nastoupil z pozice náhradníka:
- Angelica Moratelliová /  Samantha Murrayová Sharanová

### Odhlášení
- Veronika Kuděrmetovová /   Anastasija Pavljučenkovová → nahradily je  Angelica Moratelliová /  Samantha Murrayová Sharanová

## Přehled finále

### Mužská dvouhra
- Jiří Lehečka vs.  Jack Draper, 4–6, 6–4, 6–3

### Ženská dvouhra
- Jeļena Ostapenková vs. Darja Kasatkinová 6–3, 6–2

### Mužská čtyřhra
- Rajeev Ram /  Joe Salisbury vs.  Rohan Bopanna /  Matthew Ebden, 7–5, 5–7, [11–9]

### Ženská čtyřhra
- Beatriz Haddad Maiová /  Taylor Townsendová vs.  Caroline Garciaová /  Kristina Mladenovicová, 7–5, 6–3